# USS Upshur (DD-144)
USS Upshur (DD–144) là một tàu khu trục thuộc lớp Wickes của Hải quân Hoa Kỳ trong giai đoạn Chiến tranh Thế giới thứ nhất, và tiếp tục phục vụ trong Chiến tranh Thế giới thứ hai cho đến khi được cải biến thành tàu phụ trợ AG-103 vào cuối chiến tranh. Nó là chiếc tàu chiến duy nhất của Hải quân Hoa Kỳ được đặt tên theo Chuẩn đô đốc John Henry Upshur.

## Thiết kế và chế tạo
Upshur được đặt lườn vào ngày 19 tháng 2, 1918 tại xưởng tàu của hãng William Cramp & Sons ở Philadelphia, Pennsylvania. Nó được hạ thủy vào ngày 4 tháng 7, 1918, được đỡ đầu bởi bà Alexander Gustavus Brown, cháu Chuẩn đô đốc Upshur, và được đưa ra hoạt động tại Xưởng hải quân Philadelphia vào ngày 23 tháng 12, 1918 dưới quyền chỉ huy của Hạm trưởng, Trung tá Hải quân William V. Tomb.

## Lịch sử hoạt động

### 1919-1922
Sau khi hoàn tất việc chạy thử máy và trang bị, Upshur rời Newport, Rhode Island vào ngày 20 tháng 5, 1919, hướng sang Châu Âu ngang qua quần đảo Azores. Nó đi đến Devonport, Anh Quốc vào ngày 16 tháng 6, và chuyển đến Harwich hai ngày sau đó trước khi thực hiện chuyến đi viếng thăm Heligoland, Đức; Copenhagen, Đan Mạch và thành phố Danzig. Nó quay trở về Hoa Kỳ ngang qua Harwich và Ponta Delgada, và về đến Thành phố New York vào ngày 22 tháng 7.

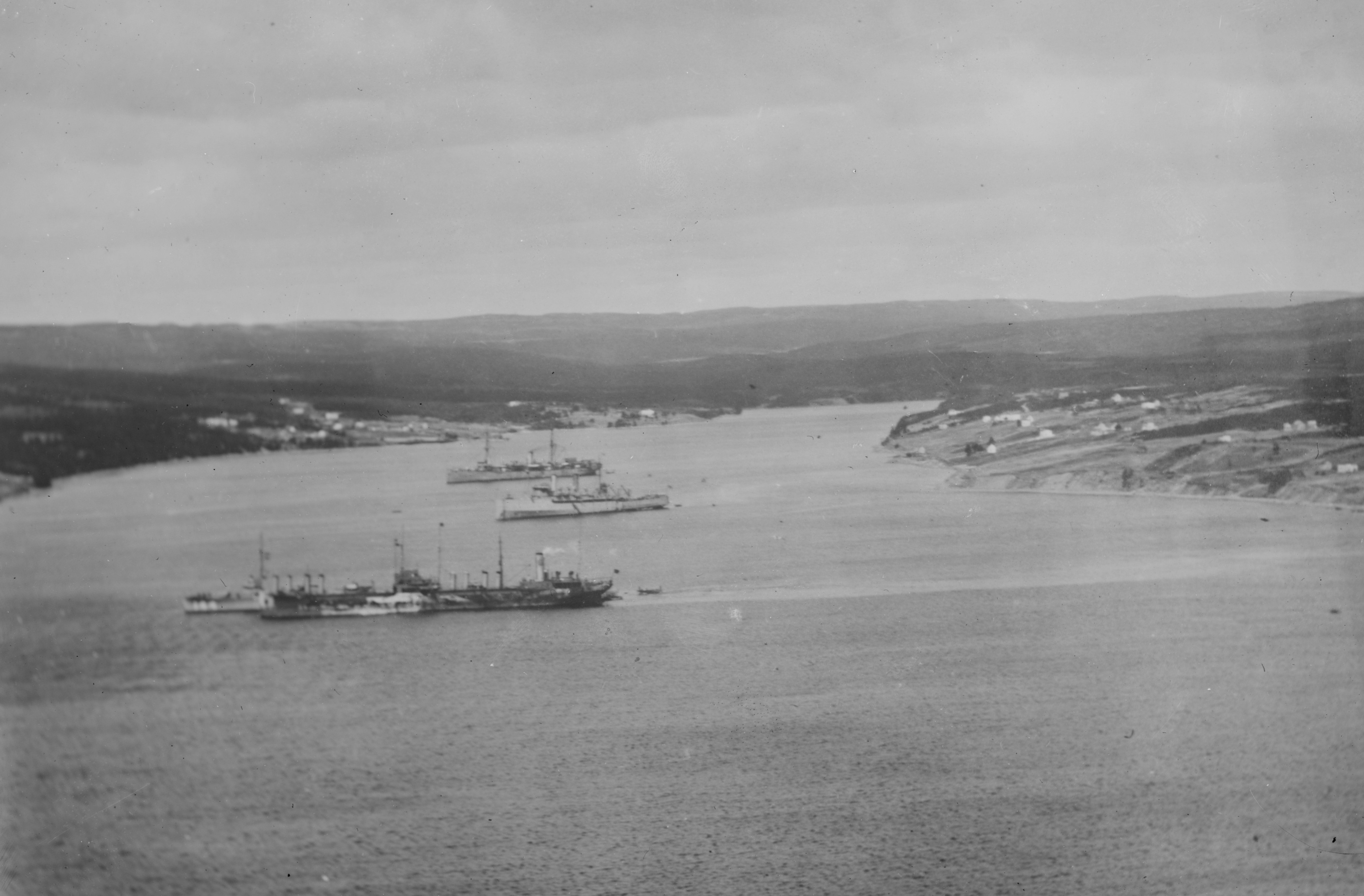
USS Upshur tại vịnh Trepassey, năm 1919.

Được phân về Hạm đội Thái Bình Dương không lâu sau đó, Upshur vượt qua kênh đào Panama để đi San Diego, cảng nhà mới cho các hoạt động cho đến mùa Xuân năm sau. Con tàu tiến hành các hoạt động huấn luyện tác xạ và ngư lôi cùng các hoạt động duyên hải tại chỗ. Vào tháng 4, 1920, Upshur khởi hành đi Viễn Đông ngang qua Honolulu, Trân Châu Cảng, Midway và Guam, đi đến Cavite thuộc quần đảo Philippines vào ngày 20 tháng 5. Nó lên đường không lâu sau đó để hoạt động tại khu vực hạ lưu sông Dương Tử trong thành phần Lực lượng Tuần tra sông Dương Tử.
Tại Nhạc Dương vào ngày 16 tháng 6, binh lính của quan chức Trung Quốc địa phương đã hành quyết một nhà truyền đạo Hoa Kỳ, William A. Reimert. Có mặt tại Hán Khẩu khi sự kiện xảy ra và do mệnh lệnh khẩn cấp, Upshur vội vã khởi hành vào ngày 22 tháng 6 đi đến nơi biến loạn, một hoạt động hấp tấp đến mức đã bỏ rơi lại trên bờ một sĩ quan và ba thủy thủ. Đi đến Nhạc Dương vào ngày 23 tháng 6, Upshur cho đổ bộ lên bờ một phân đội gồm một sĩ quan và 40 người lúc 18 giờ 05 phút ngày 25 tháng 6 để bảo vệ các nhà truyền đạo Hoa Kỳ. Hai ngày sau, khi sự căng thẳng được giải tỏa, đội đổ bộ quay trở về tàu.
Chiếc tàu hơi nước Mei Foo của hãng Standard Oil Company đã đi đến Nhạc Dương vào ngày 28 tháng 6 chở theo 100 bao gạo cứu trợ cho những người tị nạn tại vùng lân cận. Trong những ngày tiếp theo, Upshur chuyển tiếp thực phẩm cho các nhà truyền giáo. Cùng thời gian đó, Tổng tư lệnh Hạm đội Á Châu, Đô đốc Albert Cleaves, đi đến Nhạc Dương trên chiếc tàu chị em Elliot để thị sát tình hình tại chỗ. Cuối cùng khi những quan chức có lỗi bị cách chức, phía Trung Hoa đưa ra lời xin lỗi vì những sự kiện này.
Upshur tiếp tục ở lại khu vực sông Dương Tử cho đến ngày 9 tháng 7, khi nó quay lại các hoạt động thực hành tác xạ và ngư lôi thường lệ. Nó tiến hành tập trận tại khu vực quần đảo Philippine trong mùa Đông, và tại vùng biển Trung Hoa ngoài khơi Yên Đài vào mùa Hè, xen kẻ với những chuyến đi huấn luyện và biểu dương lực lượng. Trong khi phục vụ cùng Hạm đội Á Châu, Upshur được mang ký hiệu lườn tàu DD-144 vào ngày 17 tháng 7, 1920; và sau khi kết thúc lượt phục vụ tại Viễn Đông vào đầu năm 1922, chiếc tàu khu trục quay trở về khu vực bờ Tây Hoa Kỳ vào mùa Xuân năm đó, được cho xuất biên chế tại San Diego vào ngày 15 tháng 5, 1922 và đưa về lực lượng dự bị.

### 1930–1941
Được cho nhập biên chế trở lại vào ngày 2 tháng 6, 1930 dưới quyền chỉ huy của Hạm trưởng, Thiếu tá Hải quân Morton L. Deyo, Upshur hoạt động cùng với Hạm đội Chiến trận và Lực lượng Tuần tiễu, thoạt tiên là tại vùng bờ Tây, và sau đó là tại vùng bờ Đông Hoa Kỳ, cho đến khi lại được cho xuất biên chế vào ngày 22 tháng 12, 1936 tại Philadelphia. Nó neo đậu tại Xưởng hải quân Philadelphia cho đến mùa Thu năm 1939.
Khi Chiến tranh Thế giới thứ hai nổ ra do Đức Quốc Xã tấn công Ba Lan vào tháng 9, 1939, Tổng thống Roosevelt công bố chính sách trung lập của Hoa Kỳ và ra lệnh thành lập lực lượng Tuần tra Trung lập vào ngày 5 tháng 9 để giám sát vùng biển dọc bờ Đông Hoa Kỳ và vùng vịnh Mexico. Để tăng cường cho lực lượng này, Hải quân huy động 77 tàu khu trục và tàu rải mìn hạng nhẹ đang nằm trong lực lượng dự bị. Vì vậy, Upshur lại được cho nhập biên chế trở lại tại Philadelphia vào ngày 4 tháng 10, hơn một tháng sau khi cuộc xung đột bùng nổ. Được phân về Hải đội Đại Tây Dương thuộc Hạm đội Hoa Kỳ, nó xen kẻ các hoạt động huấn luyện thường lệ bao gồm tập trận, thực hành ngư lôi và cơ động chiến thuật, với các cuộc tuần tra bảo vệ bờ biển trung lập dọc Đại Tây Dương và vùng vịnh Mexico.
Hoạt động thường lệ của Upshur bị xáo trộn một lúc ngắn vào tháng 12, 1939. Vào ngày 13 tháng 12, chiếc tàu biển chở hành khách Columbus thuộc hãng tàu Bắc Đức Lloyd Line xuất hiện ngoài khơi Veracruz, Mexico, trong một ý định muốn vượt qua sự phong tỏa của Anh để quay trở về Đức. Dù sao, nó không trực tiếp đối đầu với việc Tuần tra Trung lập, vốn liên tục theo dõi nó từ lúc nó rời cảng Mexico.
Upshur tham gia vào việc theo dõi và báo cáo về chiếc tàu biển, vốn là con tàu buôn lớn thứ 13 trên thế giới vào lúc đó. Columbus cuối cùng đối diện với số phận vào ngày 19 tháng 12, khi nó tự đánh đắm sau khi đối đầu với tàu khu trục Anh Hyperion. Tàu tuần dương hạng nặng Hoa Kỳ Tuscaloosa túc trực gần đó đã cứu vớt thủy thủ đoàn của Columbus.
Sự kiện Pháp thất thủ nhanh chóng vào mùa Xuân năm 1940 gây nên báo động tại vùng Tây bán cầu nơi các lãnh thổ thuộc địa của Pháp tại Tây Ấn có thể rơi vào tay Đức. Những nhà hoạch định chiến lược Mỹ thảo ra kế hoạch chiếm lấy quần đảo này bằng vũ lực nếu cần thiết. Trong trường hợp xảy ra cuộc chiếm đóng, Upshur và các tàu chị em thuộc Hải đội Khu trục 30 được điều đi bảo vệ cho đội hỗ trợ hỏa lực và phản pháo hình thành chung quanh thiết giáp hạm Texas và các tàu tuần dương Vincennes và Chester. Mối nguy cơ trở nên lắng dịu vào mùa Thu 1940.
Giữa các hoạt động tuần tra và huấn luyện thường lệ, Upshur được điều động thực hiện một nhiệm vụ đặc biệt. Vào ngày 23 tháng 12, 1940, tàu tuần dương hạng nặng Tuscaloosa khởi hành từ Norfolk với William D. Leahy, Đại sứ Hoa Kỳ cạnh chính phủ Vichy Pháp, và phu nhân trên tàu, hướng sang Lisbon, Bồ Đào Nha. Upshur và Madison đã hộ tống chiếc tàu tuần dương cho đến khi chúng tách ra vào ngày Giáng Sinh để quay về Norfolk trong khi chiếc tàu tuần dương tiếp tục làm nhiệm vụ ngoại giao một mình.
Vào tháng 3, 1941, Hạm đội Hoa Kỳ thành lập Lực lượng Hỗ trợ dưới quyền chỉ huy của Chuẩn đô đốc Arthur LeRoy Bristol. Đặt căn cứ tại vịnh Narragansett, nhóm này chuẩn bị để được bố trí tại các “vùng biển xa” và được xây dựng quanh Denebola, Albemarle, Belknap và George E. Badger. Bốn phi đội máy bay tuần tra và ba hải đội tàu khu trục, nhóm sau này bao gồm Upshur, được phối thuộc cùng Lực lượng Hỗ trợ. Trong những tháng tiếp theo, Upshur luân phiên hoạt động ngoài khơi Argentia, Newfoundland; Newport, Rhode Island; Philadelphia; vịnh Narragansett; Boston; và Reykjavík, Iceland, sau khi nơi này bị Hoa Kỳ chiếm đóng vào mùa Hè năm đó. 
Vào ngày 11 tháng 9, chiếc tàu khu trục rời Argentia để gặp gỡ một đoàn tàu vận tải hướng sang quần đảo Anh. Năm ngày sau, một đoàn tàu vận tải bao gồm 50 tàu buôn quốc tịch Anh và Đồng Minh, mang mật danh HX-150, khởi hành ra khơi từ Halifax, Nova Scotia, được hộ tống tại chỗ bởi các đơn vị Hải quân Hoàng gia Canada. Vào ngày 17 tháng 9, ở vị trí khoảng 150 dặm (240 km) ngoài khơi Argentia, đội hộ tống Hoa Kỳ dưới quyền Đại tá Hải quân Morton L. Deyo vốn bao gồm Upshur, gặp gỡ đoàn tàu vận tải Anh. Trong những ngày tiếp theo, năm tàu khu trục Mỹ hộ tống đoàn tàu vận tải đến "Điểm hẹn gặp giữa đại dương" (MOMP: Mid-Ocean Meeting Point). Upshur di chuyển bên mạn trái của đoàn tàu vận tải ở khoảng cách 500–2.000 thước Anh (460–1.830 m), rà tìm với thiết bị định vị âm thanh ở một góc 30 vào ban ngày, và tuần tra ở khoảng cách 500–1.000 thước Anh (460–910 m) vào ban đêm. Các tàu chiến Mỹ đã đưa đoàn tàu đến điểm hẹn MOMP an toàn, nơi lực lượng Hải quân Hoàng gia Anh, gồm hai tàu khu trục và bốn tàu corvette, tiếp nhận đoàn tàu hướng sang Anh. Năm tàu khu trục Mỹ sau đó tiếp nhận đoàn tàu đi theo hướng ngược lại đến Iceland, và hộ tống chúng đến Reykjavík an toàn. Đoàn tàu vận tải này là chuyến đầu tiên được Hải quân Hoa Kỳ trợ giúp trong Trận Đại Tây Dương.
Nhiệm vụ này chỉ mới là sự khởi đầu cho các hoạt động hộ tống trước khi Hoa Kỳ chính thức can dự trong Thế Chiến II, khi các con tàu thuộc Lực lượng Hỗ trợ đã hộ tống cho 14 đoàn tàu vận tải từ ngày 16 tháng 9 đến ngày 30 tháng 10. Dần dần, đụng độ giữa tàu chiến Hoa Kỳ và tàu ngầm Đức ngày càng gia tăng về tần suất và mức độ căng thẳng. Tàu khu trục Kearny bị hư hại bởi một quả ngư lôi Đức vào ngày 17 tháng 10, và tàu chở dầu Salinas chịu đựng số phận tương tự vào ngày 30 tháng 10. Ngày hôm sau, tàu khu trục Reuben James bị tàu ngầm U-552 đánh chìm. Trong giai đoạn tiếp theo từ ngày 1 tháng 11 đến ngày 7 tháng 12, 1941, các tàu khu trục thuộc Lực lượng Hỗ trợ thực hiện bảy chuyến đi khứ hồi bảo vệ 14 đoàn tàu vận tải, bao gồm khoảng 550 tàu, vượt qua Bắc Đại Tây Dương.

### Thế Chiến II
Trong giai đoạn Hoa Kỳ bắt đầu dốc toàn lực vào cuộc chiến, sau khi Nhật Bản bất ngờ tấn công Trân Châu Cảng vào ngày 7 tháng 12, 1941 và cho đến giữa tháng 2, 1942, các tàu khu trục thuộc Lực lượng Hỗ trợ đã hộ tống một tá đoàn tàu vận tải vượt Đại Tây Dương trên mỗi hướng, với tổng cộng 750 tàu, tương đối an toàn.
Trong đêm 4 tháng 2, 1942, Upshur rời cảng Londonderry, Bắc Ireland cùng với các tàu khu trục Gleaves, Dallas và Roper cùng tàu cutter Ingham thuộc  Secretary của lực lượng Tuần duyên Hoa Kỳ. Suốt ngày 5 tháng 2, các con tàu đã săn đuổi một tàu ngầm U-boat rõ ràng có dự định theo dõi các tàu chiến Mỹ đến điểm hẹn gặp đoàn tàu vận tải. Các tàu khu trục và chiếc cutter Tuần duyên đã bảy lần tấn công chiếc tàu ngầm, thả 30 quả mìn sâu, nhưng không thể tiêu diệt đối thủ đã lặn xuống để lẩn tránh. 
Sau khi gặp gỡ Đoàn tàu ON-63 vào sáng ngày 7 tháng 2, các tàu hộ tống đổi hướng về phía Tây Nam cùng 30 tàu buôn, hộ tống chúng băng qua vùng đại dương bão tố của mùa Đông. Trinh sát viên trên Upshur phát hiện một tàu ngầm U-boat đi trên mặt biển ở cách 2 hải lý (3,7 km) và truy đuổi, nhưng chiếc tàu đối phương đã cảnh giác và lặn xuống trước khi chiếc tàu khu trục có thể tấn công. Trong hai giờ, và rà soát khắp khu vực, thả 15 quả mìn sâu trước khi quay trở lại vị trí cảnh giới. Upshur chỉ vừa mới quay lại đội hình không lâu khi nó lại nhìn thấy chiếc U-boat ở khoảng cách 8.000 yd (7,3 km). Tăng tốc độ, nó hướng về phía đối thủ, để chỉ thấy đối phương lặn xuống khỏi tầm nhìn một lần nữa. Upshur bắn hai loạt đạn pháo từ khẩu pháo 3 inch (76 mm) trước mũi nhưng chỉ làm tung nước chung quanh tháp chỉ huy đối phương đang biến mất. Gleaves nhanh chóng đi đến hiện trường và trợ giúp Upshur truy tìm chiếc tàu ngầm. Cả hai đã không thể bắt được tín hiệu đối phương trong ngày hôm đó và cả ngày hôm sau, nhưng chúng đã thành công trong việc ngăn cản chiếc U-boat tiếp cận đoàn tàu vận tải, và đưa chúng đến cảng an toàn.
Trong hai năm tiếp theo sau, Upshur thực hiện các nhiệm vụ hộ tống vận tải cùng Hạm đội Đại Tây Dương. Các hoạt động này trải rộng từ vùng bờ Đông Hoa Kỳ đến cửa ngõ Địa Trung Hải, thay đổi từ khí hậu khắc nghiệt của Bắc Đại Tây Dương đến vùng nắng ấm Caribe.
Khi phe Đồng Minh bắt đầu chiếm ưu thế trong trận Đại Tây Dương, các tàu khu trục mới và hiện đại dần dần thay thế cho các con tàu sàn phẳng cũ kỹ trong các nhiệm vụ hộ tống ở tuyến đầu. Suốt năm 1944, Upshur hoạt động giữa Norfolk, Virginia và Quonset Point, Rhode Island, phục vụ như tàu canh phòng máy bay và tàu canh phòng mục tiêu cho hoạt động huấn luyện chuẩn nhận đội bay của các tàu sân bay. Trong giai đoạn này, nó hoạt động thành công cùng các tàu sân bay Kasaan Bay, Ranger, Mission Bay, Tulagi, Tripoli, Wake Island, Prince William và Solomons. Được xếp lại lớp như một tàu phụ trợ với ký hiệu lườn mới AG-103 vào ngày 3 tháng 6, 1945, Upshur hoạt động như tàu canh phòng máy bay cho tàu sân bay Lake Champlain cho đến khi Nhật Bản đầu hàng vào ngày 15 tháng 8, kết thúc chiến tranh tại Thái Bình Dương. Được cho ngừng hoạt động tại Norfolk vào ngày 2 tháng 11, 1945, tên của Upshur được cho rút khỏi danh sách Đăng bạ Hải quân vào ngày 11 tháng 11, và lườn tàu bị bán cho hãng Northern Metals Company ở Philadelphia vào ngày 26 tháng 9, 1947; và bắt đầu bị tháo dỡ từ ngày tháng 4, 1948.